# Eszopiclonă
Eszopiclona este un medicament sedativ-hipnotic utilizat în tratamentul insomniilor. Face parte din categoria hiponoticelor non-benzodiazepinice, subclasa ciclopirolonelor, și este stereoizomerul S al zopiclonei. Calea de administrare disponibilă este cea orală.
Molecula a fost aprobată pentru uz medical în Statele Unite ale Americii în anul 2004 și este disponibilă sub formă de medicament generic.

## Utilizări medicale
Eszopiclona este utilizată pentru tratamentul de lungă durată al insomniilor cronice. Prezintă o eficacitate crescută și o toxicitate mică.

## Farmacologie
Eszopiclona se leagă de situsul de legare specific benzodiazepinelor de pe receptorul de tip A pentru acidul gama-aminobutiric (GABAA), acționând ca modulator alosteric pozitiv al acestuia. Această acțiune duce la diminuarea excitabilității neuronilor.